# 동대로 (경주시)
동대로(東大路, Dongdae-ro)은 대한민국의 경상북도 경주시 성건동 동대네거리에서 시작하여, 현곡면 금장리를 거쳐 연결하는 도로이다.

## 주요 경유지
- 경주시
  - 성건동(성건동 · 석장동), 현곡면(금장리)

## 노선 경로
- 공영주택길와 직결
- 동대네거리 - 금성로 (교차지점)
- 동대교네거리 - 강변로 (교차지점)
- 동대교(형산강)
- 미상 - 석현로 (시작지점)
- 동국대앞 입구 - 석장길 (시작지점)
- 동대육교 (중앙선)
- 미상 - 금장1길 (끝지점)
- 미상 - 지방도 제904호선 용담로 (교차지점)

## 주요 건물 및 시설
| 표기 | 건물명                | 도로명주소                                 |
| ---- | --------------------- | ------------------------------------------ |
| 홀수 | 통일화랑아파트        | 경상북도 경주시 동대로 13 (성건동)         |
| 홀수 | 성건주공아파트        | 경상북도 경주시 동대로 21 (성건동)         |
| 홀수 | 동국대학교 경주병원   | 경상북도 경주시 동대로 87 (석장동)         |
| 홀수 | 동국대학교 경주캠퍼스 | 경상북도 경주시 동대로 123 (석장동)        |
| 짝수 | 금정마이웨이빌        | 경상북도 경주시 현곡면 동대로 218 (현곡면) |

## 같이 보기
- 동국대학교
- 서경주역
- 용담로